# 2020年夏季奧林匹克運動會現代五項比賽
2020年夏季奧林匹克運動會現代五項比賽，是因2019冠狀病毒病疫情而延期至2021年舉行的第32屆夏季奧林匹克運動會的其中一個比賽項目，於2021年8月5日至7日在武藏野之森綜合體育廣場和東京體育場進行。此次比賽設有男子和女子兩個小項，共有72名選手參賽。

## 參賽資格
國際現代五項總會在该项目上共分配72个参赛席位，男子和女子项目各36个。每个国家/地区奥委会在每个项目上最多可派两名选手参赛，所有席位以运动员而非国家/地区奥委会为单位进行分配。所有参赛的运动员必须符合奥林匹克宪章。
| 資格來源                                                           | 出線資格               | 出線名額                        | 男子                                                                                | 女子                                                                             | 備註 |
| ------------------------------------------------------------------ | ---------------------- | ------------------------------- | ----------------------------------------------------------------------------------- | -------------------------------------------------------------------------------- | --- |
| 主办国 · 2013年9月7日 · 阿根廷布宜诺斯艾利斯                       | 不適用                 | 0个男子参赛名额 0个女子参赛名额 | —                                                                                   | —                                                                                | 如果主办国未能通过其他途径获得任何席位，该国可在资格赛全部结束后自动拥有一个男子参赛名额和一个女子参赛名额。 如果主办国日本放弃席位或者已经通过其他途径获得席位，空出的席位会根据相应性别的世界排名递补。 |
| 2019年非洲现代五项锦标赛 · 2019年2月23日 · 埃及开罗                | 冠军                   | 0个男子参赛名额 1个女子参赛名额 | 埃及                                                                                | 埃及                                                                             | 如果获得席位的国家/地区奥委会放弃席位，空出的席位会根据相应性别的世界排名重新分配给同一大洲的国家/地区奥委会。 |
| 2019年现代五项世界杯总决赛 · 2019年6月27日至30日 · 日本东京        | 冠军                   | 1个男子参赛名额 1个女子参赛名额 | 英国                                                                                | 立陶宛                                                                           | 如果获得席位的国家/地区奥委会放弃席位，空出的席位会根据相应性别的世界排名递补。 |
| 2019年泛美運動會 · 2019年7月26日至8月11日 · 秘魯利馬               | 北美洲区选手前2名      | 2个男子参赛名额 2个女子参赛名额 | 危地马拉 · 古巴                                                                     | 墨西哥 · 美国                                                                    | 曾通过2019年现代五项世界杯总决赛为所属国家/地区奥委会获得席位的选手无法通过该途径再争取一个席位。 每个国家/地区奥委会在同一性别上通过2019年泛美运动会最多能获得的席位数为一个。 如果获得席位的国家/地区奥委会放弃席位，空出的席位会根据相应性别的世界排名重新分配给北美洲区的国家/地区奥委会。                                                                        |
| 2019年泛美運動會 · 2019年7月26日至8月11日 · 秘魯利馬               | 南美洲区选手前2名      | 2个男子参赛名额 2个女子参赛名额 | 智利 · 阿根廷                                                                       | 巴西 · 厄瓜多尔                                                                  | 曾通过2019年现代五项世界杯总决赛为所属国家/地区奥委会获得席位的选手无法通过该途径再争取一个席位。 每个国家/地区奥委会在同一性别上通过2019年泛美运动会最多能获得的席位数为一个。 如果获得席位的国家/地区奥委会放弃席位，空出的席位会根据相应性别的世界排名重新分配给南美洲区的国家/地区奥委会。                                                                        |
| 2019年泛美運動會 · 2019年7月26日至8月11日 · 秘魯利馬               | 未获资格选手排名最高者 | 1个男子参赛名额 1个女子参赛名额 | 美国                                                                                | 古巴                                                                             | 未能通过上述途径获得席位的选手中排名最高者（不分南北美洲）会获得此席位。 曾通过2019年现代五项世界杯总决赛为所属国家/地区奥委会获得席位的选手无法通过该途径再争取一个席位。 每个国家/地区奥委会在同一性别上通过2019年泛美运动会最多能获得的席位数为一个。 如果获得席位的国家/地区奥委会放弃席位，空出的席位会根据相应性别的世界排名重新分配给泛美区的国家/地区奥委会。 |
| 2019年欧洲现代五项锦标赛 · 2019年8月6日至11日 · 英国巴斯           | 前8名                  | 7个男子参赛名额 6个女子参赛名额 | 英国 · 法国 · 捷克 · 波兰 · 匈牙利 · 立陶宛 · 俄罗斯奥林匹克委员会 · 德国           | 英国 · 白俄罗斯 · 德国 · 爱尔兰 · 立陶宛 · 法国 · 俄罗斯奥林匹克委员会 · 匈牙利  | 曾通过2019年现代五项世界杯总决赛为所属国家/地区奥委会获得席位的选手无法通过该途径再争取一个席位。 每个国家/地区奥委会在同一性别上通过此途径最多能获得的席位数为一个。 如果获得席位的国家/地区奥委会放弃席位，空出的席位会根据相应性别的世界排名重新分配给同一大洲的国家/地区奥委会。                                                                                  |
| 2019年世界現代五項錦標賽 · 2019年9月2日至9日 · 匈牙利布达佩斯      | 前3名                  | 2个男子参赛名额 2个女子参赛名额 | 法国 · 韩国                                                                         | 白俄罗斯 · 意大利                                                                | 只有获得对应性别个人赛前三名的选手才能为所属国家/地区奥委会争取到一个席位。 曾通过2019年现代五项世界杯总决赛为所属国家/地区奥委会获得席位的选手无法通过该途径再争取一个席位。 每个国家/地区奥委会在同一性别上通过此途径最多能获得的席位数为一个。 此途径一切空出的席位会根据相应性别的世界排名递补。                                                                  |
| 2019年亚洲及大洋洲现代五项锦标赛 · 2019年11月11日至21日 · 中国昆明 | 亚洲区选手前5名        | 4个男子参赛名额 5个女子参赛名额 | 韩国 · 中国 · 日本 ·                                                                | 韩国 · 日本 · 中国 ·                                                             | 曾通过2019年现代五项世界杯总决赛和2019年现代五项世界锦标赛为所属国家/地区奥委会获得席位的选手无法通过该途径再争取一个席位。 每个国家/地区奥委会在同一性别上通过此途径最多能获得的席位数为一个。 如果获得席位的国家/地区奥委会放弃席位，空出的席位会根据相应性别的世界排名重新分配给同一大洲的国家/地区奥委会。                                                        |
| 2019年亚洲及大洋洲现代五项锦标赛 · 2019年11月11日至21日 · 中国昆明 | 大洋洲区排名最高选手   | 1个男子参赛名额 1个女子参赛名额 |                                                                                     | 新西兰[a] · [a]                                                                  | 曾通过2019年现代五项世界杯总决赛和2019年现代五项世界锦标赛为所属国家/地区奥委会获得席位的选手无法通过该途径再争取一个席位。 每个国家/地区奥委会在同一性别上通过此途径最多能获得的席位数为一个。 如果获得席位的国家/地区奥委会放弃席位，空出的席位会根据相应性别的世界排名重新分配给同一大洲的国家/地区奥委会。                                                        |
| 2021年世界現代五項錦標賽[b] · 2021年6月7日至13月 · 埃及开罗        | 前3名                  | 2个男子参赛名额 3个女子参赛名额 | 匈牙利 · 埃及                                                                       | 白俄罗斯 · 法国 · 匈牙利                                                         | 只有获得对应性别个人赛前三名的选手才能为所属国家/地区奥委会争取到一个席位。 曾通过其他途径为所属国家/地区奥委会获得席位的选手无法通过该途径再争取一个席位。 每个国家/地区奥委会在同一性别上通过此途径最多能获得的席位数为一个。 此途径一切空出的席位会根据相应性别的世界排名递补。                                                                                    |
| 世界排名 2021年6月14日                                             | 前8名                  | 8个男子参赛名额 8个女子参赛名额 | 德国 · 白俄罗斯 · 乌克兰 · 捷克 · 波兰 · 西班牙 · 中国 · 拉脱维亚 · 爱尔兰 · 墨西哥 | 英国 · 墨西哥 · 俄罗斯奥林匹克委员会 · 德国 · 波兰 · 土耳其 · 日本 · 韩国 · 中国 | 如果获得席位的国家/地区奥委会放弃席位，空出的席位会根据名次递补。 |
| 重新分配席位                                                       | 不適用                 | 6个男子参赛名额 4个女子参赛名额 | 埃及 · 韩国 · 匈牙利 · 中国 · 奥地利 · 墨西哥                                       | 埃及 · 德国 · 意大利 · 俄罗斯奥林匹克委员会                                      | |
| 外卡                                                               | 不適用                 | 0个男子参赛名额 0个女子参赛名额 | —                                                                                   | —                                                                                | 各国家/地区奥委会需要于2020日1月15日或之前提交提名名单。 如果获得席位的国家/地区奥委会放弃席位，空出的席位会根据相应性别的世界排名递补。 |
| 總數                                                               |                        |                                 | 36                                                                                  | 36                                                                               | |

- a  新西兰原本通过2019年亚洲及大洋洲现代五项锦标赛获得一个女子席位，后来该国放弃该席位，空出的席位重新分配给澳大利亚。[3]
- b  2020年现代五项世锦赛原本为奥运现代五项项目的资格赛之一，后来受2019冠状病毒病疫情影响，國際現代五項總會决定由2021年世锦赛取代2020年世锦赛，作为现代五项项目最后的世界资格赛[4]。

## 赛程
以下是现代五项项目的赛程安排：
| 日期         | 时间  | 项目           |
| ------------ | ----- | -------------- |
| 2021年8月5日 | 13:00 | 女子击剑排名赛 |
| 2021年8月5日 | 16:30 | 男子击剑排名赛 |
| 2021年8月6日 | 14:30 | 女子游泳       |
| 2021年8月6日 | 15:45 | 女子击剑奖励赛 |
| 2021年8月6日 | 17:15 | 女子马术       |
| 2021年8月6日 | 19:45 | 女子跑射联项   |
| 2021年8月7日 | 14:30 | 男子游泳       |
| 2021年8月7日 | 15:45 | 男子击剑奖励赛 |
| 2021年8月7日 | 17:15 | 男子马术       |
| 2021年8月7日 | 19:30 | 男子跑射联项   |

## 參賽國家和地區
以下是获得现代五项参赛资格的代表团：
- 阿根廷（1）
- （2）
- 奥地利（1）
- 白俄罗斯（3）
- 巴西（1）
- 智利（1）
- 中国（4）
- 古巴（2）
- 捷克（2）
- 厄瓜多尔（1）
- 埃及（4）
- 法国（4）
- 德国（4）
- 英国（4）
- 危地马拉（1）
- 匈牙利（4）
- 爱尔兰（1）
- 意大利（2）
- 日本（3）
- （2）
- 拉脱维亚（1）
- 立陶宛（3）
- 墨西哥（4）
- 波兰（3）
- 俄罗斯奥林匹克委员会（3）
- 韩国（4）
- 西班牙（1）
- 土耳其（1）
- 乌克兰（1）
- 美国（2）
- （2）

## 獎牌榜
| 排名                     | 国家 / 地区              | 金牌 | 銀牌 | 銅牌 | 总计 |
| ------------------------ | ------------------------ | ---- | ---- | ---- | ---- |
| 1                        | 英国（GBR）              | 2    | 0    | 0    | 2    |
| 2                        | 埃及（EGY）              | 0    | 1    | 0    | 1    |
| 2                        | 立陶宛（LTU）            | 0    | 1    | 0    | 1    |
| 4                        | 匈牙利（HUN）            | 0    | 0    | 1    | 1    |
| 4                        | 韩国（KOR）              | 0    | 0    | 1    | 1    |
| 总计（共5个国家 / 地区） | 总计（共5个国家 / 地区） | 2    | 2    | 2    | 6    |

## 獎牌得主
| 項目          | 金牌                      | 银牌                              | 铜牌                            |
| 男子 （詳細） | 喬·鍾 · 英国（GBR）       | 艾哈迈德·詹迪 · 埃及（EGY）       | 全雄太 · 韩国（KOR）            |
| 女子 （詳細） | 凯特·弗伦奇 · 英国（GBR） | 劳拉·阿萨道斯凯特 · 立陶宛（LTU） | 科瓦奇·绍罗尔陶 · 匈牙利（HUN） |

## 紀錄
以下是比赛期间刷新的奥运纪录：
| 项目 | 阶段       | 运动员                | 代表团               | 时间/分数 | 日期         | 纪录 |
| ---- | ---------- | --------------------- | -------------------- | --------- | ------------ | ---- |
| 女子 | 游泳       | 古莉娜兹·古拜杜尔丽娜 | 俄罗斯奥林匹克委员会 | 2:07.31   | 2021年8月6日 | OR   |
| 女子 | 击剑排名赛 | 安妮卡·史勒           | 德国                 | 274分     | 2021年8月6日 | OR   |
| 女子 | 跑射联项   | 劳拉·阿萨道斯凯特     | 立陶宛               | 11:38.37  | 2021年8月6日 | OR   |
| 女子 | 总分       | 凯特·弗伦奇           | 英国                 | 1385分    | 2021年8月6日 | OR   |
| 男子 | 游泳       | Amro El Geziry        | 美国                 | 1:52.96   | 2021年8月7日 | OR   |
| 男子 | 跑射联项   | 马丁·弗拉赫           | 捷克                 | 10:30.13  | 2021年8月7日 | OR   |
| 男子 | 总分       | 喬·鍾                 | 英国                 | 1482分    | 2021年8月7日 | OR   |